# Goldbeck
Pour les articles homonymes, voir Fred Goldbeck et Willis Goldbeck.
Goldbeck est une commune d'Allemagne de la Saxe-Anhalt située dans l'arrondissement de Stendal.

## Géographie
Golbeck se trouve au bord de l'Uchte dans la province historique de l'Altmark, entre les villes de Stendal et d'Osterburg.

## Municipalité
Les villages suivants sont rattachés à la commune de Goldbeck : Bertkow (de), Möllendorf, Plätz et Petersmark.

## Architecture
- Église de Möllendorf, réputée pour ses peintures murales.

## Galerie

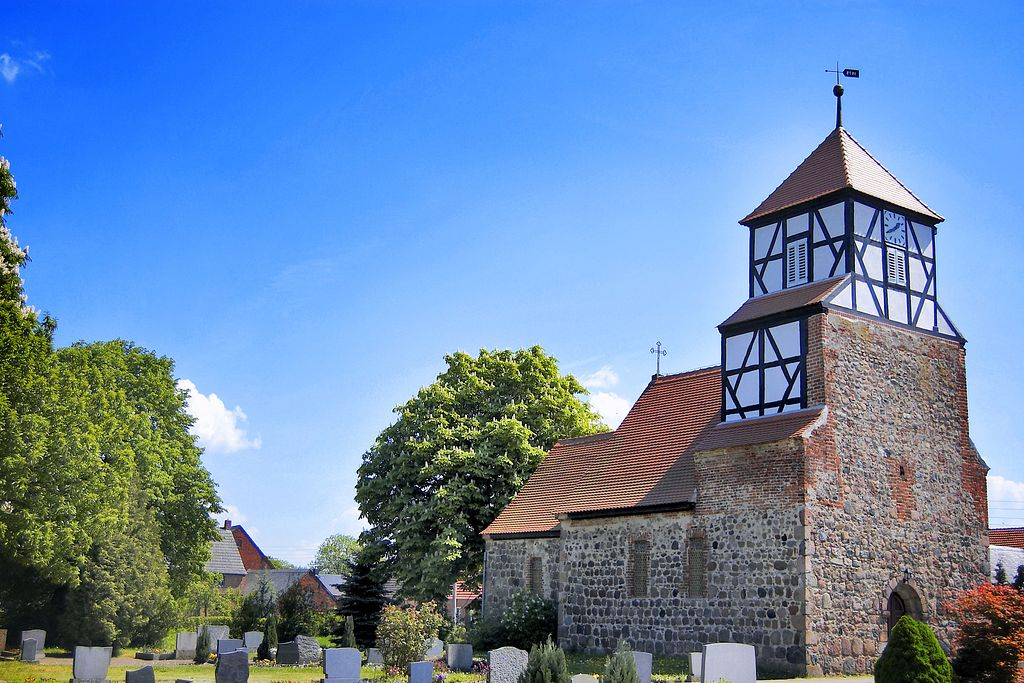
Vue de l'église de Möllendorf
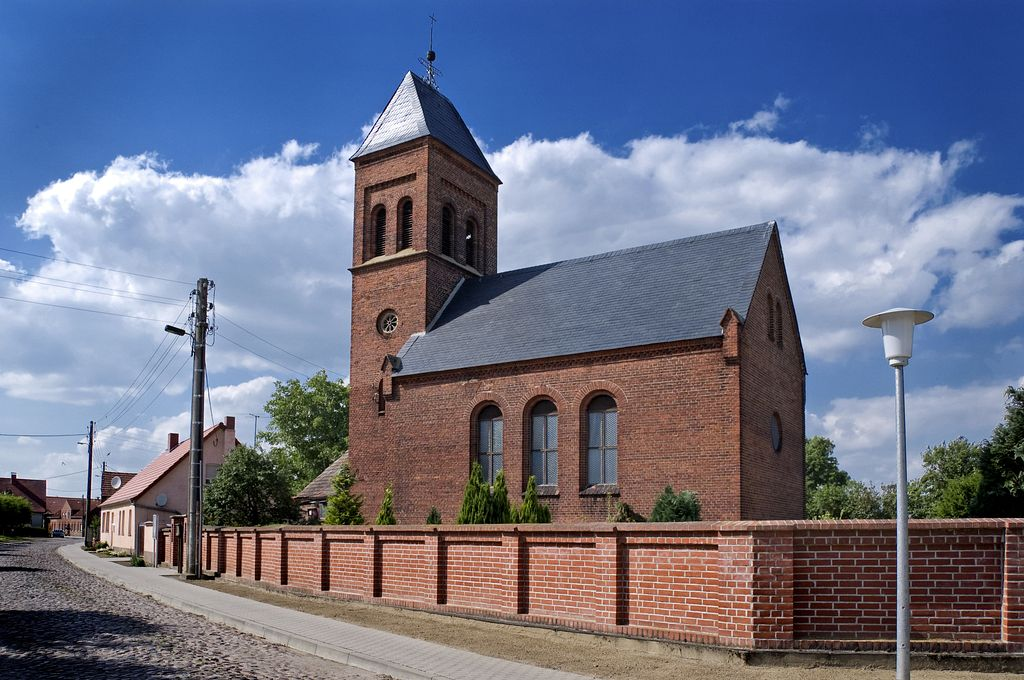
Vue de l'église de Petersmark